# Vela nos Jogos Insulares de 2025
As competições de vela nos Jogos Insulares de 2025 foram realizadas no Hatston Slip Training Centre, em Kirkwall, Orkney, entre os dias 13 e 17 de julho. A competição envolveu disputas nas classes Laser Standard e Radial no individual, além de uma disputa em equipes. Foram disputadas duas corridas por dia ao longo dos cinco dias de competição, totalizando 10 corridas.

## Participantes
- Åland
- Anglesey
- Gibraltar
- Guernsey
- Hitra
- Ilha de Man
- Ilha de Wight
- Ilhas Cayman
- Jersey
- Minorca
- Orkney (Anfitrião)
- Shetland

## Medalhistas
| Evento                  | Ouro                                                             | Ouro | Prata                                                                 | Prata | Bronze                                                           | Bronze |
| ----------------------- | ---------------------------------------------------------------- | ---- | --------------------------------------------------------------------- | ----- | ---------------------------------------------------------------- | ------ |
| Laser Standard (ILCA 6) | Oliver Mayo Ilha de Wight                                        | 19   | Ines Maria Abreu Garcia Minorca                                       | 56.5  | Will Jackson Ilhas Cayman                                        | 59     |
| Laser Radial (ILCA 7)   | Arthur Farley Ilha de Wight                                      | 11   | Josh Metcalfe Anglesey                                                | 43    | Harry White Ilha de Wight                                        | 47     |
| Equipes                 | Arthur Farley Oliver Mayo Oliver Smith Harry White Ilha de Wight | 62   | Alistair Dickson Catherine Elson Josh Metcalfe Benjamin Todd Anglesey | 146   | David Aslett Monty Desforges Darragh Lee Jessica Watson Guernsey | 178    |

## Quadro de medalhas
Atualizado em 26 de julho de 2025
| Pos                 | Equipe              | Ouro | Prata | Bronze | Total |
| 1                   | Ilha de Wight       | 3    | 0     | 1      | 4     |
| 2                   | Anglesey            | 0    | 2     | 0      | 2     |
| 3                   | Minorca             | 0    | 1     | 0      | 1     |
| 4                   | Guernsey            | 0    | 0     | 1      | 1     |
| 5                   | Ilhas Cayman        | 0    | 0     | 1      | 1     |
| 6                   | Åland               | 0    | 0     | 0      | 0     |
| 7                   | Gibraltar           | 0    | 0     | 0      | 0     |
| 8                   | Hitra               | 0    | 0     | 0      | 0     |
| 9                   | Ilha de Man         | 0    | 0     | 0      | 0     |
| 10                  | Jersey              | 0    | 0     | 0      | 0     |
| 11                  | Orkney              | 0    | 0     | 0      | 0     |
| 12                  | Shetland            | 0    | 0     | 0      | 0     |
| Totais (12 Equipes) | Totais (12 Equipes) | 3    | 3     | 3      | 9     |